# Союз Т-15C
Союз Т-15C — неофициальное обозначение планировавшейся, но не состоявшейся 3-й экспедиции посещения к 5-й основной экспедиции на орбитальную станцию «Салют-7» советского пилотируемого космического корабля серии «Союз-Т».
Согласно первоначальным планам, корабль должен был быть запущен в двухнедельный полёт в ноябре 1985 года. Затем старт был перенесён на 4 марта 1986 года (после отстыковки от станции корабля-модуля ТКС-4 «Космос-1686»). На борту корабля должен был быть первый в мире полностью женский экипаж в составе Светланы Евгеньевны Савицкой (командир), Елены Ивановны Доброквашиной и Екатерины Александровны Ивановой. Для второй женщины-космонавта СССР и мира Савицкой это должен был быть 3-й полёт, а Доброквашина и Иванова должны были стать 3-й и 4-й женщинами-космонавтами СССР. Экипаж начал подготовку после принятия решения о полёте в декабре 1984 года. Дублёрами этой экспедиции был мужской экипаж (Викторенко, Александров, Соловьёв).
В результате болезни командира основной экспедиции «Союз Т-14» Владимира Васютина и последующего внепланового досрочного прекращения полёта (его продолжительность составила менее трети от планируемой), а также последующего прекращения работ со станцией «Салют-7» ввиду начала работ с новой станцией «Мир», были сорваны эта и 2 другие планировавшиеся последние экспедиции посещения станции «Салют-7», а также бо́льшая часть программы работы всех этих экспедиций со спецоборудованием, доставленным на пристыкованном к станции корабле-модуле «Космос-1686». До мая 1987 года этот (на некоторое время изменённый) женский экипаж готовился к полёту на станцию «Мир», однако полёт не состоялся сначала ввиду продолжительного отпуска Савицкой и затем из-за начавшихся международных полётов на эту станцию.
Ввиду принятой в СССР секретности космических планов и утаивания космических неудач, о существовании программы данного полёта (и подробностях прекращённого полёта «Союза Т-14») общественность была ознакомлена в эпоху гласности позднее.

## Экипаж
Основной экипаж
- Савицкая Светлана Евгеньевна — командир
- Доброквашина Елена Ивановна
- Иванова Екатерина Александровна

Дублирующий экипаж
- Викторенко Александр Степанович.
- Александров Александр Павлович.
- Соловьёв Владимир Алексеевич.